# Palhais (Trancoso)
Palhais ist eine Gemeinde (Freguesia) im portugiesischen Kreis Trancoso. In ihr leben 154 Einwohner (Stand 19. April 2021).